# دراگان بیلوگرلیچ
دراگان بیلوگرلیچ (صربی: Драган Бјелогрлић؛ زادهٔ ۱۰ اکتبر ۱۹۶۳) یک تهیه‌کننده، هنرپیشه و کارگردان فیلم اهل صربستان است.
از فیلم‌ها یا برنامه‌های تلویزیونی که وی در آن نقش داشته است می‌توان به انیگما اشاره کرد.